# فائق العبودي
فائق العبودي فنان تشكيلي معروف من العراق.
ولد في بغداد، درس الفنون الجميلة والتصوير الفوتوعرافي . كما درس التصميم الطباعي في سويسرا، وحصل على بكلوريوس فنون من الجامعة العربية المفتوحة في شمال أمريكا , يعيش فائق العبودي في مدينة لوزان السويسرية منذ سنة 1999 وأسس فيها مركز فضاء الشرق الثقافي.ومجلة ألوان ثقافية وهي مجلة تهتم بالثقافة والابداع والفنون. وشارك في عدد من المعارض الجماعية في مركز الفنون الجميلة في بغداد ما بين 1990 و1997. وأقام أول معرض شخصي له في ؟؟ (في بغداد) سنة 1996. وقدم أعماله الفنية في الإمارات العربية المتحدة سنة 1998 وفي سويسرا وفرنسا اعتبارا من سنة 1999. وهو عضو في عدد من أكاديميات الفنون الجميلة منها:
- عضو جمعية الفنانيين التشكيلين العراقيين.
- عضو جمعية الفنانيين التشكيلين في بريطانيا
- عضو نقابة الفنانيين العراقيين.
- عضو جمعية التصوير الفوتوغرافي العراقية.
- عضو جمعية الخطاطيين العراقيين.
- عضو جمعية الفنانيين الامارتيين في الشارقة.
- عضو الرابطة الدولية للفنون باريس.

استلهم فائق العبودي، منذ بداية عمله الفني، تاريخ بلده، بلاد ما بين النهرين، وحضارته العريقة التي منحت البشرية أول رموز وعلامات الكتابة التي وجهت كل تاريخنا وقدم أكثر من عشرون معرضا شخصيا توزعت في عدد من دول العالم.
وتُصور لوحات الفنان رموز الخط المسماري لأقدم لغات الإنسانية المكتوبة، وهي اللغة السومرية التي كانت متداولة في جنوب بلاد ما بين النهرين خلال الألفية الثانية ما قبل الميلاد. كما يقدم لنا ألواحا منحوتة برموز تمزج بين الماضي والحاضر.
وتتضمن أعماله تقنيات وخصائص تجديدية تحمل علامات الكتابة البدائية وتعد جزءا من الفن الحديث في آن معا.
ويستعمل الفنان في عمله طبقات متعددة من الأصباغ، مع وضع الألوان فوق بعضها مما يضفي على اللوحة عمقا وحساسية فائقيَن.
لعبة الضوء والرمز عند الفنان التشكيلي فائق العبودي
{{قراءة نقدية للصحفية 
Laurence Faulkner sciboz}}
تشع العيون حينما تقع على لوحات الفنان التشكيلي فائق العبودي، ساحر الضوء والنور، يتلاعب بالألوان والرموز ليخلق لنا نوافذ مفتوحة على عوالم قديمة. فنان عاشق لحضارته وموروثه الميزوبوتامي (بلاد ما بين النهرين) يغترف منهما أفكارا للوحاته، وخاصة أشكال الخط والرموز المسمارية القديمة التي ظهرت منذ ملايين السنين في جنوب العراق..هذا الفنان التشكيلي سيعرفنا من خلال معرضه الجديد على لوحاته الأخاذة بألوانها المضيئة.
فائق العبودي من أصل عراقي، يقيم في لوزان/سويسرا منذ عدة سنوات بدأ بعرض أعماله في مركز الفنون ببغداد سنة 1993. بغداد التي يعتبرها مصهر الأبداع الحقيقي, 
ومنذ ذلك الوقت وهو يشارك في عروض جماعية وفردية في أوروبا، الشرق الأوسط وكذلك اليابان، كوريا، الولايات المتحدة وبالطبع سويسرا بلدالإقامة. 
مجموعة من أعماله أصبحت موروثا خاصا وجماعيا في شتى أنحاء العالم.
هو خريج الفنون ببغداد، عضو في عدة جمعيات ثقافية وفنية عربية وعالمية، لاسمه اليوم صبغة عالمية.
وهو كثير الالتزامات، لكن رغم ذلك، بصوت هادئ وحميمي، يجيبك، وفي وقت متأخر، تكرم وقبل أن يجيب على استفهاماتنا وكان لنا هذا اللقاء.
لا يحب الكلام عن نفسه بل فقط عن لوحاته التي تستحضر في أشكالها عوالم قديمة ومنسية / ولادة الكتابة، نشأة الحضارات الإنسانية في الشرق الأوسط القديم. تقنية عمله الفني تكمن في وضع طبقات من ألوان الصباغة الزيتية والأكريلك، لتتراكم فوق الورق، الخشب أو القماش، فتخلق أشكالا متعاقبة تجزأ اللوحة لأقسام مختلفة. تطفو على سطحها رموز وأشكال تمتد إلى القديم. يقول أحب أن أجرب عدة مواد وألوان حتى أحصل على النتيجة التي تخدم مشروعي الفني، ليست لدي مادة مفضلة على أخرى، لا تهمني الوسائل ما دامت الفكرة تفرض نفسها على اللوحة، فالمادة أيضا هي جزء من الفكرة وبالتالي تفرض أيضا شكلها وطريقة اشتغالها...
من بين الرموز التجريدية للوحات فائق العبودي، الأشكال الهندسية، الوجوه البارزة، أشجار النخيل، طائر.. وإشارات من التاريخ القديم تشبه التي نجدها على الرقم والالواح الطينية القديمة..الألوان تتمازج مع الضوء... لوحات العبودي تذكرنا بالحقول الملونة للانطباعي التجريدي.
Mark Rothko 
مجموعة من أعمال العبودي يستعمل فيها ألوانا غامقة وأكثر عضوية كالألوان الطينية والرمادية والتي تطرح فكرة الألواح القديمة للكتابة المسمارية. اللوحات كأنها قطع أثرية منقب عنها حديثا / وما زالت تحمل تراب وتأكل الزمن وتعاقبه.
- أترجم أحاسيسي من خلال اختياري للألوان المستعملة وحبكة الفرشاة، أوقات الرسم هي دائما لحظات صدق مع الذات، ووفاء لهويتي التاريخية وانتمائي لحضارة إنسانية عريقة...لوحاتي هي ترجمة لمجموعة من الاحاسيس والانفعالات معبرا فيها عن رحلتي مع الزمان والمكان. وجودي هنا في سويسرا ساهم في أغناء مخزوني الفني والثقافي وجعل اللون عندي يتطور ويتنوع....

صفاء الأصفر والبرتقالي، البنفسجي العميق والأخضر الفاقع / ألوان تتيح لنا فتحة للنور وكأنها قطع زجاجية متراكمة فوق نوافذ الكنائس القديمة أو المساجد...نوع من المقدس والروحانية نعيشه في أعمال العبودي، أحيانا نلمح رمزا لهلال أفقي وأحيانا يد فاطمة وأحيانا أخرى قبة وصومعة....رغم أن الأشكال مجردة، والدوائر تتقاطع بين الضوء والضباب، هناك إحساس قوي في لوحات هذا الفنان بشكل من أشكال الروحانية.
- لوحاتي لا تحمل رسالة دينية مقصودة فالهلال الذي ذكرتي هو موروث من موروثات الحضارة العراقية. لكنني بالفعل أعيش دائما حالة خاصة وتوحد حينما ارسم. فلحظة الخلق عندي هي لحظة مقدسة اعيشها بهدوء وصفاء وسكينة تشبه لحظة الصلاة.

إطار اللوحة يفقد قياساته / الجوانب تتقطع والزوايا تختفي وتتمحور بكل حرية لتتحرر اللوحة من إطارها الكلاسيكي المتعارف عليه. وأحيانا أخرى الخشب نفسه يتمزق ويتكسر فتصبح اللوحة أشلاء متقطعة...نلمح بين ثناياها حروفا لخط قديم وكأنه لوح من ألواح بابل.
- يقول العبودي أنا أحب حضارة بلدي وتاريخه، وافتخر بانتمائي لهذا الإرث الإنساني العظيم. من خلال أعمالي، أحاول أن أخلق حورا بين القديم والمعاصر. في كل لوحة ارسمها أجد مفتاحا لمشروع لوحة قادمة يتعاقب فيها الزمن بين القديم والحديث.

إذا كان فولتير قد اعتبر أن الكتابة هي صوت الكلام، 
فان فائق العبودي برسمه لحروف الكتابة القديمة أعطاها حقها في الصوت والكلام.